# Near Islands
De Near Islands (Aleoetisch: Sasignan tanangin) zijn de meest westelijke eilandengroep binnen de Aleoeten behorende tot Alaska.

## Geografie
De grootste eilanden van de eilandengroep zijn Attu en Agattu. Ten noordoosten van deze eilanden liggen nog de Semichi Islands, waarvan de belangrijkste Alaid, Nizki en Shemya zijn. Ongeveer 1,5 km ten zuidoosten van Shemya ligt een tiental kleine rotsen die bekend staan als de Ingenstrem Rocks.
Het totale landoppervlak bedraagt 1.143,785 km², en in 2000 bedroeg de totale bevolking 47 personen. Het enige bewoonde eiland is Shemya; het United States Coast Guard LORAN-station op Attu sloot in 2010, en daarmee verlieten alle bewoners het eiland.

## Geschiedenis
De eilanden werden Near Islands genoemd door Russische ontdekkingsreizigers, omdat het voor hen de dichtstbijzijnde eilanden van de Aleoeten waren vanaf Kamtsjatka.
Tijdens de Tweede Wereldoorlog werden de Near Islands bezet door het Japanse Keizerlijke leger in 1942. De Amerikaanse Strijdkrachten wonnen de eilanden terug tijdens de Slag om de Aleoeten.